# コブラ・ゴールド
コブラ・ゴールド（Cobra Gold）は、東南アジア最大級の多国間共同訓練（軍事演習）。
米軍とタイ軍の主催で1982年から毎年行われており、日本の自衛隊は2005年（平成17年）から連続参加している。
2013年度は、ミャンマーがオブザーバーで初参加した。
2013年2月にはコブラ・ゴールドの一環として、タイのパタヤで邦人退避訓練が行われた（2008年から実施しており、これで6回目）。
2015年度は、中華人民共和国とインドが初参加した。

## 2013年度の参加国
7＋1か国
- アメリカ合衆国
- タイ
- シンガポール
- インドネシア
- マレーシア
- 韓国
- 日本
- （ ミャンマー　※オブザーバー）